# Ossenreyerstraße 44/45 (Stralsund)
Das Haus mit der postalischen Adresse Ossenreyerstraße 44/45 ist ein unter Denkmalschutz stehendes Gebäude in der Ossenreyerstraße im Stadtgebiet Altstadt in Stralsund.

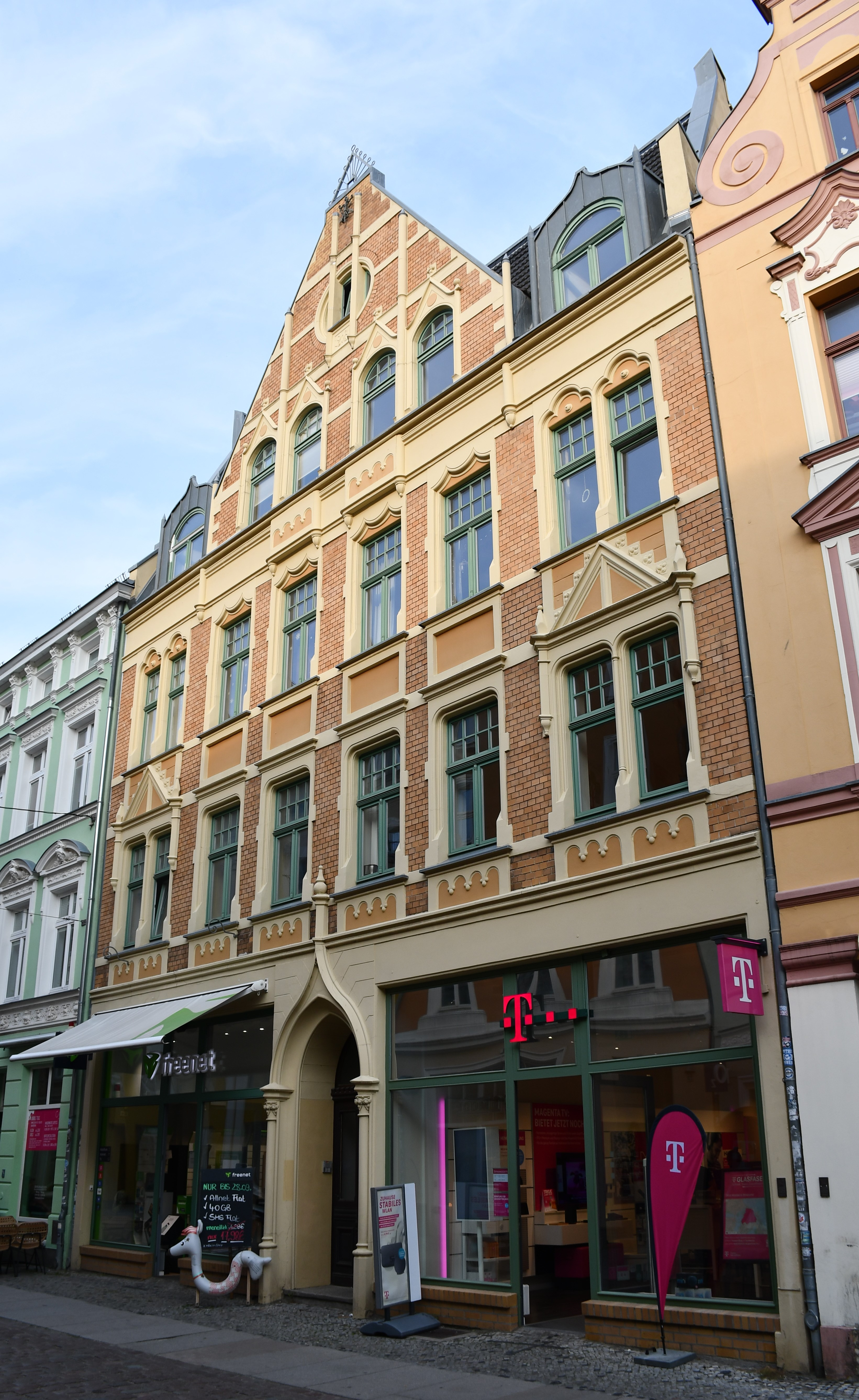
Ossenreyerstraße 44/45 (2023)

Der dreigeschossige und achtachsige, traufständige Backsteinbau wurde im Jahr 1903 als Wohn- und Geschäftshaus errichtet. Die Fassade ist symmetrisch aufgebaut und weist eine reiche Putzgliederung auf. Ein Kielbogenportal mit Knospenkapitellen sowie das hohe Zwerchhaus setzen einen starken Akzent in der Mitte der Fassade. Die jeweils zwei äußeren Fensterachsen sind zusammengezogen und im ersten Obergeschoss verdacht.
Das Haus liegt im Kerngebiet des von der UNESCO als Weltkulturerbe anerkannten Stadtgebietes des Kulturgutes „Historische Altstädte Stralsund und Wismar“. Es ist in die Liste der Baudenkmale in Stralsund eingetragen.